# Pętla indukcyjna audio

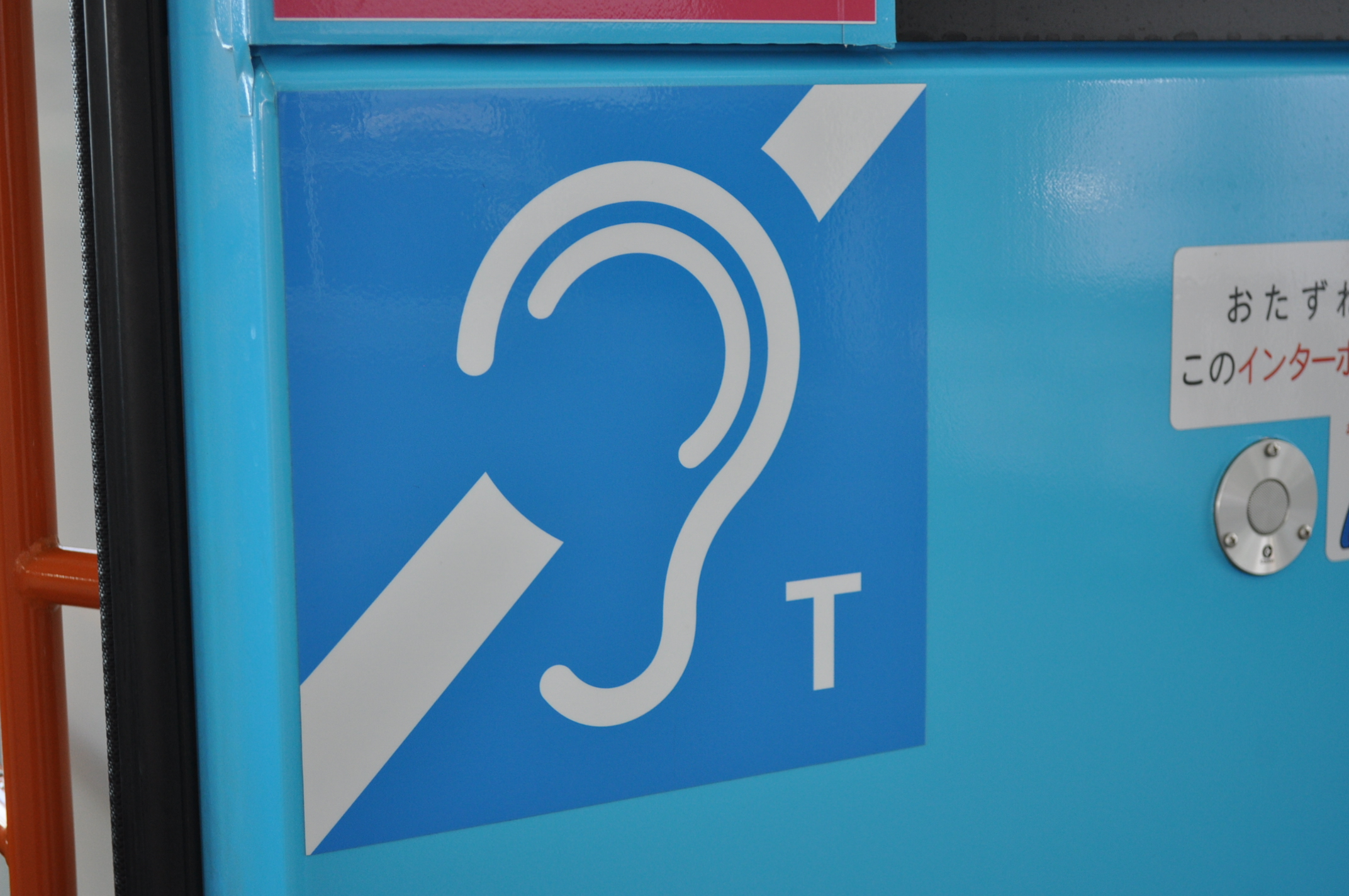
Piktogram, oznaczenie miejsca zainstalowania pętli indukcyjnej

Pętla indukcyjna audio – system łączności wykorzystujący zjawisko sprzężenia indukcyjnego do transmisji i odbioru sygnałów komunikacyjnych. System ten zastosowano w urządzeniach wspomagania słuchu osób niedosłyszących.

## Historia
Pierwszy system transmisji z pętlą indukcyjną został wynaleziony 1938 roku przez Josepha Poliakoffa w Wielkiej Brytanii (opatentowany w USA, pat. H04B5/00). Pierwszym aparatem słuchowym który umożliwiał komunikację przy pomocy pętli indukcyjnej był aparat słuchowy „Multitone VPM”, skonstruowany i wyprodukowany w 1938 roku Londynie przez firmę Multitone Electric Co. Ltd.
System pętli indukcyjnej wykorzystywany jest powszechnie w komunikacji z aparatami słuchowymi i implantami ślimakowymi osób niedosłyszących.

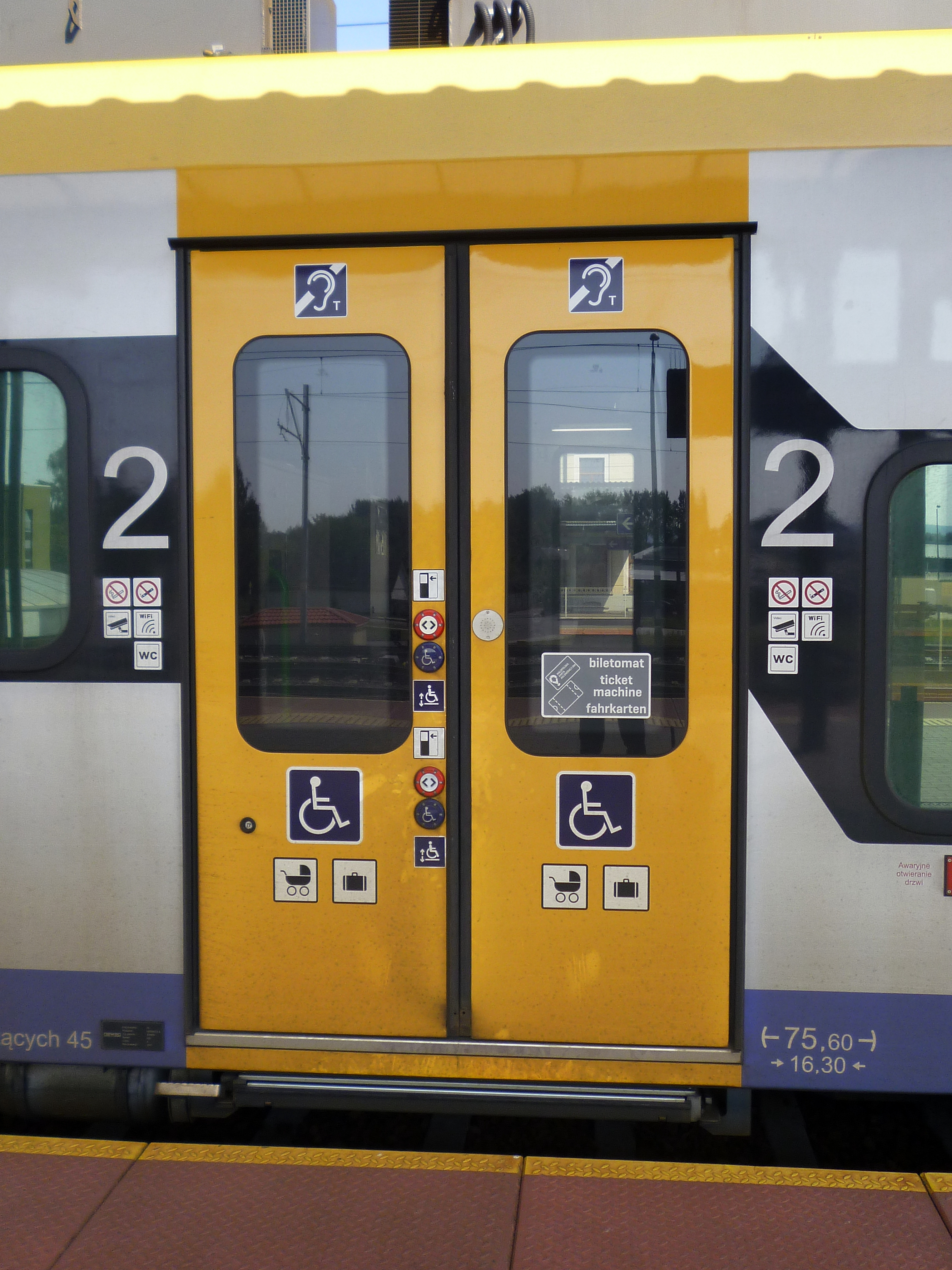
Pociąg Kolei Małopolskich, piktogram wskazujący zainstalowanie pętli indukcyjnej

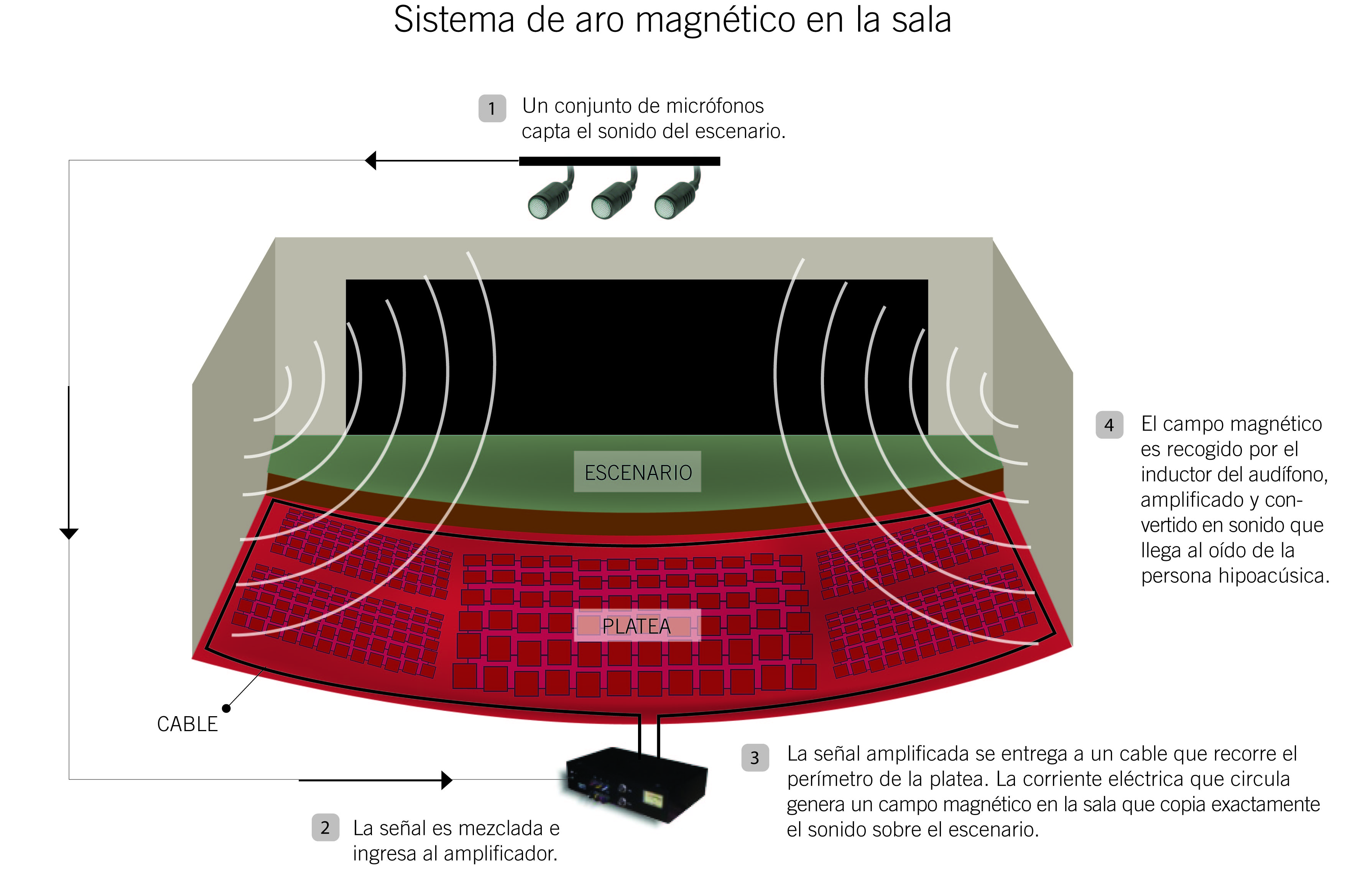
Pętla indukcyjna obwodowa w sali konferencyjnej

## Zastosowanie
Transmisja audio odbywa się za pomocą urządzenia pętli wzmacniacza który pełni rolę nadajnika sygnału wytwarzającego przemienne pole magnetyczne o częstotliwościach akustycznych w pętli indukcyjnej. Pętla indukcyjna pełni rolę cewki indukcyjnej nadawczej, wytwarza pole elektromagnetyczne w określonym obszarze. Nadajnik podłączony do obwodu pętli zgodnie z zasadą indukcji magnetycznej generuje sygnał który odbierany jest poprzez cewkę indukcyjną w aparacie słuchowym osób niedosłyszących znajdujących się w zasięgu sygnału pętli (jeśli aparat słuchowy wyposażony jest cewkę indukcyjną).
Źródłem dźwięku dla urządzenia pętli indukcyjnej może być dowolne urządzenie np. telewizor, komputer, mikrofon np. kasjera, prelegenta lub inny system nagłośnienia np. pociągu, tramwaju, kościoła, teatru. Pętlę indukcyjne najczęściej instaluje się w miejscach publicznych w celu poprawy komfortu obsługi osób niedosłyszących w przestrzeni publicznej: dworce kolejowe, lotniska, apteki, przychodnie, banki, muzea. W urządzenia pętli indukcyjnej najczęściej wyposaża się: stanowiska obsługi klientów, recepcje, kasy biletowe, kina, hale sportowe lub środki komunikacji publicznej. Odbiornikiem sygnału pętli jest aparat słuchowy osób z ubytkiem słuchu który jest wyposażony w odpowiednią cewką indukcyjną lub dla uczestników konferencji wydawany jest odpowiedni zestaw słuchawkowy przystosowany do odbioru sygnału pętli indukcyjnej.
W niektórych krajach wprowadzono przepisy które wymagają obowiązkowe wyposażenie punktów informacyjnych w urzędach administracji publicznej oraz środkach komunikacji publicznej w urządzenia wspomagania słuchu.
W Polsce taki obowiązek nakłada ustawa przyjęta 19 lipca 2019 r. (tekst jednolity: Dz. U. z 2020 r. poz. 1062) w która mówi o zapewnianiu dostępności informacji także obywatelom z upośledzeniem słuchu. Wymogi dostępności do informacji są także elementem nowoczesnego społeczeństwa informacyjnego. Pętle indukcyjne zgodne ze standardem Europejskiej Federacji Osób Słabosłyszących (EFHOH – European Federation of Hard of Hearing People) zapewniają prawidłową współpracę z pętlami indukcyjnymi, w Polsce parametry pracy obejmuje Polska Norma PN EN 60118-4:2007.
Obecnie ok. 90% produkowanych aparatów słuchowych posiada możliwość odbioru transmisji indukcyjnej po włączeniu opcji „T” lub „M / T” w ustawieniach aparatu słuchowego.

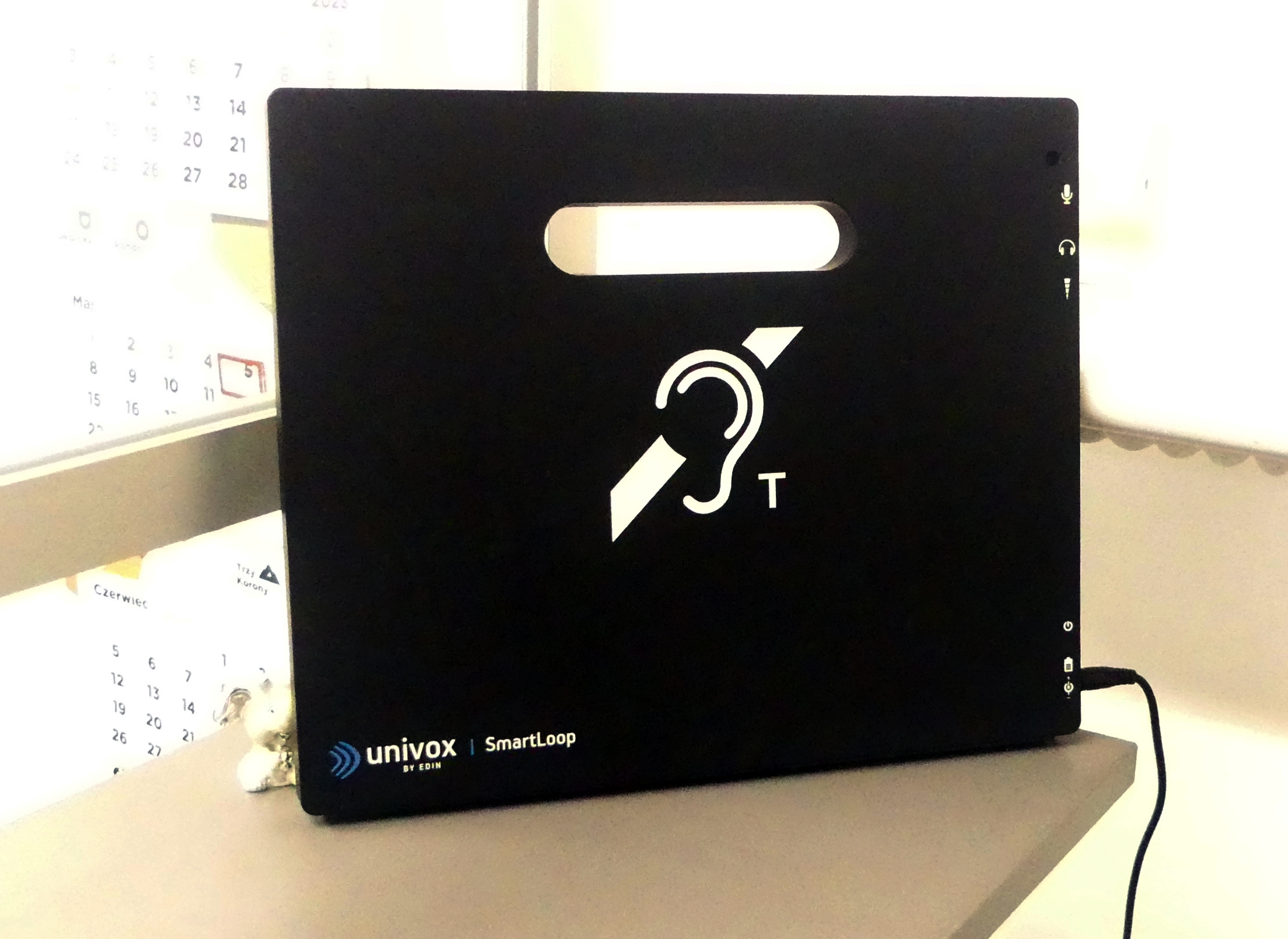
Przenośne urządzenie pętli indukcyjnej audio, jednostanowiskowe

## Zasięg działania
Zasięg systemu łączności pętli indukcyjnej może pokrywać obszar od 1,5m² do 2000m². Na zasięg działania systemu mają wpływ: długości pętli indukcyjnej oraz miejsce zainstalowania pętli która swoim obwodem pokrywa pewien ograniczony obszar. Obwód pętli ułożony jest wewnątrz pomieszczenia, obejmując określony obszar o odpowiednich parametrach sygnału. Większe obszary pokrywa się kilkoma pojedynczymi obwodami, jest to tzw. system macierzowy.

## Rodzaje pętli indukcyjnej
- jednostanowiskowe – dla jednego odbiorcy, pojedyncze stanowiska informacyjne, biura, kasy biletowe, recepcje (zasięg pokrywa powierzchnię ok. 1,5m²)
- powierzchniowe – dla większej liczby odbiorców np.: sale wykładowe, konferencyjne, klasy lekcyjne, obiekty kultu religijnego, środki transportu publicznego.

W obu rodzajach pętli występują także zestawy przenośne jako jednostanowiskowe lub zestawy przenośne (mobilne) dla większych powierzchni (zasięg nawet do150 m²).
Powierzchniowe mogą być wykonane jako:
- obwodowe – jeden obwód pętli, jedno pomieszczenie, sala
- macierzowe – duża powierzchnia bez ograniczeń powierzchni, np. teatr, stadion, budynki z dużą ilością zbrojeń[5].

## Zalety
System pętli po zainstalowaniu i skonfigurowaniu jest bezobsługowy, może mieć różny obszar zasięgu, np. tylko dla jednego odbiorcy lub wydzielony obszar z nieograniczoną liczbą użytkowników. Osoby niedosłyszące które korzystają z aparatów wspomagających słyszenie często nie rozumieją swojego współrozmówcy gdy w pomieszczeniu w którym rozmawiają występują w tle inne dźwięki, hałas lub rozmowy innych osób.
Zaletą urządzeń pętli indukcyjnej jest to że urządzenie pętli przesyła dźwięk bezpośrednio do aparatu słuchowego osoby słabosłyszącej bez hałasów z otoczenia (np. dźwięku pracy silnika tramwaju, rozmów współpasażerów, akustyki pomieszczenia). Odbiorca sygnału (niedosłyszący) słyszy tylko dźwięki z urządzenia pętli magnetycznej np. głos kasjera, komunikat zapowiedzi w tramwaju, bez negatywnego wpływu akustyki pomieszczenia i otoczenia. Poziom sygnału i wzmocnienie dostosowuje jest indywidualnie do miejsca zainstalowania urządzenia, prawidłowe ustawienie ma bezpośredni wpływ na prawidłową zrozumiałość mowy.

## Wady
System pętli podatny jest na zakłócenia, np. które generują silniki elektryczne, transformatory, przewody wysokiego napięcia. Negatywny wpływ na poziom sygnału pętli mają także: zbrojenie w posadzkach i ścianach budynków i inne metalowe elementy konstrukcyjne. W miejscu instalacji pętli dobiera się najmniej podatny na zakłócenia elektromagnetyczne sposób instalacji pętli np. w suficie, pod posadzką, przy ścianie, na ścianie, jednak sporadycznie występują miejsca gdzie parametry pętli nie spełniają wymaganych normami parametrów.